# Proposizione relativa latina propria
La proposizione relativa propria, detta anche aggettiva (poiché è una proposizione subordinata che svolge la funzione di attributo o di apposizione), ha il verbo al modo indicativo o al congiuntivo. È introdotta da pronomi, aggettivi o avverbi relativi, come ad esempio qui, quisquis, quicumque, ubi, ubicumque, quotquot eccetera.

## Modi per esprimere la proposizione

### Con l'indicativo
Le proposizioni relative proprie possono essere espresse attraverso l'indicativo:
- quando hanno la funzione di attributo o di apposizione rispetto ad un termine della proposizione reggente (proprio per questo motivo vengono anche chiamate attributive o appositive);

| «P. Considius, qui rei militaris peritissimus habebatur, cum exploratoribus praemittitur.»                |
| «P. Considio, che era ritenuto espertissimo di arte militare, viene mandato innanzi con gli osservatori.» |

Nota: la proposizione relativa corrisponderebbe a rei militaris peritissimus (attributo), perciò ha valore attributivo.
| «Tarquinius Superbus Volscos vicit, quae gens non longe ab Roma est.»                |
| «Tarquinio il Superbo vinse i Volsci, popolazione che si trova non lontano da Roma.» |

Nota: la proposizione relativa corrisponderebbe a gentem (apposizione di Volscos) non longe ab Roma, quindi ha valore appositivo.
- quando sono introdotte da pronomi, aggettivi o avverbi raddoppiati o comunque che hanno la terminazione in -cumque, come ad esempio quisquis, quotquot, quicumque, ubicumque, unde ecc.; in italiano con esatta corrispondenza dei tempi e dei modi, vengono rese col congiuntivo;

| «Ubicumque sum, ibi meus sum. (Seneca)»    |
| «Dovunque io sia, appartengo a me stesso.» |

| «Ille nunc laetus est, quisquis est.»    |
| «Quello ora è lieto, chiunque egli sia.» |

### Con ilcongiuntivo
Le proposizione relative proprie possono essere espresse, anziché con l'indicativo, attraverso il congiuntivo:
- eventuale, ovvero quando esprimono una eventualità;

| «Xerxes praemium proposuit ei, qui invenisset novam voluptatem.»       |
| «Serse propose un premio a colui che avesse trovato un nuovo piacere.» |

- obliquo, ossia quando esprimono il parere o il pensiero della persona diversa da chi sta parlando (o di colui che scrive); in questo caso vengono dette anche relative oblique;

| «Socrates exsecrari eum solebat, qui primus utilitatem a iure seiunxisset.»              |
| «Socrate era solito maledire colui, che per primo aveva separato l'utilità dalla legge.» |

- per attrazione modale, ovvero quando sono subordinate di secondo tipo in dipendenza da una proposizione al congiuntivo o all'infinito. In questo caso costituiscono una "parte integrante" del discorso, cioè sono per forza necessarie per capire il senso della frase; se però la relativa è parentetica, cioè ha la funzione di accessorio (non è dunque indispensabile per comprendere il significato della frase), non subisce l'attrazione modale, e ha il modo all'indicativo.

| «Poetae quaestionem attulerunt, quidnam esset illud quo ipsi different ab oratoribus.» |
| «I poeti esposero l'argomento di che cosa fosse ciò in cui differivano dagli oratori.» |

(In questo esempio la relativa è obbligatoria e dunque il verbo è al modo congiuntivo.)
| «Rex fugam consecutus non esset, nisi intra sua praesidia se recepisset, quae in proximo litore erant conlocata.»                            |
| «Il re non sarebbe riuscito a fuggire se non si fosse rifugiato tra le sue fortificazioni, che erano state collocate nella spiaggia vicina.» |

(In questo esempio la relativa è accessoria e dunque il verbo è al modo indicativo.)

## Particolarità
- Le relative introdotte da un pronome o avverbio raddoppiato o uscente in -cumque sono soggette all'attrazione modale quando sono in dipendenza da una proposizione infinitiva o al congiuntivo.
- Le proposizione relative proprie hanno sempre l'indicativo quando formano perifrasi che in italiano corrispondono a sostantivi o frasi già formate: ea ipsa, quae sentiuntur, «quelle stesse sensazioni»; ea quae scimus, «ciò che sappiamo»; ea, quae nuntiantur, «le notizie»; (id) quod sentio, «la mia opinione»; ei qui audiunt, «gli ascoltatori»; ei qui vincunt, «i vincitori»; res eae, quae gignuntur ex terra, «i prodotti della terra»; res eae, quae exportantur, «le esportazioni».
- Le relative incidentali non sono soggette all'attrazione modale, e quindi anche se dipendono da un congiuntivo o da un infinito, rimangono all'indicativo.

Ad esempio, la frase:
| «Quā prudentiā es, nihil te fugiet.»         |
| «Prudente come sei, non ti sfuggirà niente.» |

In forma subordinata diventerebbe:
| «Non dubito quin, quā prudentiā es, nihil te fugiat.»    |
| «Non dubito che, data la tua prudenza, nulla ti sfugga.» |